# Eduard z Litzelhofenu
Eduard z Litzelhofenu, také Eduard von Litzelhofen nebo Eduard svobodný pán z Litzelhofenu (15. listopadu 1820 Paternion – 18. června 1882 Praha) byl rakousko-uherský generál. Jako absolvent vojenské akademie sloužil v c. k. armádě od roku 1844, zúčastnil se několika válečných tažení, rychle postupoval v hodnostech a získal několik prestižních ocenění (Vojenský řád Marie Terezie. Svou kariéru završil jako zemský velitel v Českém království (1881–1882) v hodnosti polního zbrojmistra.

## Kariéra
Pocházel ze staré šlechtické rodiny z Korutan. Studoval na Tereziánské vojenské akademii ve Vídeňském Novém Městě, jako absolvent nastoupil do aktivní služby v hodnosti poručíka u pěšího pluku č. 47 (1848). Během revolučních let 1848–1849 byl již nadporučíkem a pod velením maršála Josefa Radeckého bojoval v Itálii ve všech důležitých bitvách 40. let (Custoza, Peschiera, Novara, Magenta, San Martino, Solferino). V roce 1849 byl povýšen na kapitána a poté byl štábním důstojníkem u okupačních jednotek v Toskánsku. Následně se podílel na kartografických pracích v Uhrách a později byl šéfem štábu u 7. armádního sboru. V letech 1857–1859 byl šéfem štábu 8. armádního sboru a v roce 1859 dosáhl hodnosti podplukovníka. Za války se Sardinií se vyznamenal v bitva u Solferina a byl vyznamenán Řádem Marie Terezie (1859). Od roku 1861 byl v hodnosti plukovníka šéfem štábu u zemského velitelství v Praze a jako náčelník štábu 1. armádního sboru se zúčastnil prusko-rakouské války v roce 1866. V roce 1868 dosáhl hodnosti generálmajora a převzal velení 14. pěší brigády v Prešpurku. V roce 1873 byl povýšen na polního podmaršála, později byl velitelem v Krakově (1878–1879) a ve Lvově (1879–1881). Svou kariéru završil jako vrchní velitel v Českém království (1881–1882) a v roce 1881 obdržel druhou nejvyšší vojenskou hodnost polního zbrojmistra. V Praze bydlel na Malostranském náměstí v Lichtenštejnském paláci čp. 258/III, kde sídlilo zemské velitelství pro České království. Neoženil se, zůstal svobodný. Je pohřben na Olšanských hřbitovech ve vojenské sekci.

## Tituly a ocenění
Od narození užíval dědičný šlechtický titul rytíř (Ritter von Litzelhofen). V roce 1849 obdržel Vojenský záslužný kříž, později získal další ocenění v Itálii (toskánský Vojenský záslužný řád a papežský Řád svatého Řehoře Velikého). Za účast v bitvě u Solferina získal rytířský kříž Řádu Marie Terezie (1859) a na základě řádových stanov měl nárok na povýšení do stavu svobodných pánů. Titul mu byl udělen v roce 1860 (Freiherr von Litzelhofen). Jako velící generál ve Lvově získal v roce 1880 titul c. k. tajného rady s nárokem na oslovení Excelence. Od roku 1879 byl čestným majitelem pěšího pluku č. 47.